# Schwarzer (Hund)
Schwarzer ist eine Bezeichnung von Schlägen und Typen der Altdeutschen Hütehunde. Die Schwarzen werden zwei Typen zugeordnet: dem Süddeutschen und dem Ost- bzw. Mitteldeutschen Typ.

## Süddeutscher Typ

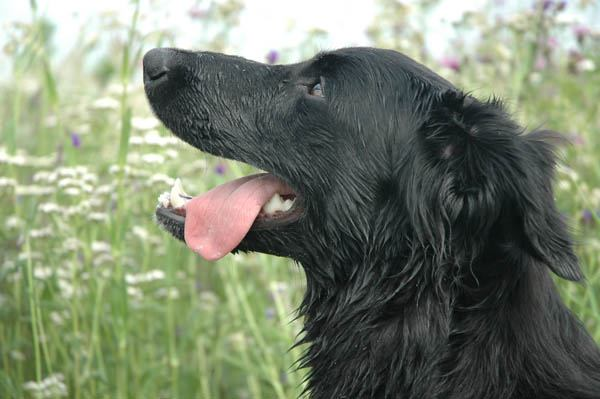
Süddeutscher Schwarzer

Die Schwarzen Altdeutschen Süddeutschlands unterscheiden sich deutlich von den Ostdeutschen Schwarzen. Bei den Wanderschäfern im Süddeutschen, Württemberg und Franken war der Schwarze einer der klassischen Hütehunde und hoch angesehen. Hier sind die Schwarzen meist große Hunde mit langstockhaarigem, gelocktem oder stockhaarigem Fell, Steh-, Kipp- oder Schlappohren und eher uneinheitlichem Aussehen, deren Größe zwischen 55 und 70 cm variiert. Sie besitzen eine mittlere Reizschwelle und Naturschärfe. Ihre Selbstständigkeit wird gelobt, sie ermöglicht ihnen eigenständig zu handeln.

## Ost- bzw. Mitteldeutscher Typ

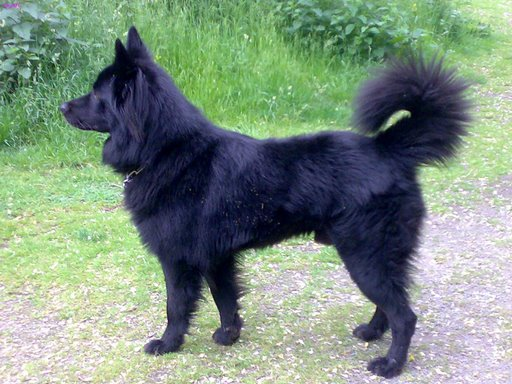
Ost- bzw. Mitteldeutscher Schwarzer

Im Aussehen entspricht dieser Typ etwa dem belgischen Groenendael, ist aber etwas kleiner. Die Ostdeutschen Schwarzen sind an den Herden der neuen Bundesländer noch recht häufig anzutreffen. Sie sind meist langstockhaarig mit dichter Unterwolle und von kleiner bis mittlerer Größe von um die 55 cm und recht einheitlichem Aussehen. Sie werden für das Hüten großer Herden gezüchtet; kompakte, nicht zu schwere Tiere mit ausgeprägtem Arbeitswillen, führig und temperamentvoll. Die drei Farbschläge (Schwarzer, Gelbbacke und Fuchs) der Ost- bzw. Mitteldeutschen Hütehunde werden bei der Zucht nicht unterschieden und dürfen untereinander verpaart werden. Die verschiedenen Farbschläge können gemeinsam innerhalb eines Wurfes auftreten.